# Słowatycze (Białoruś)
Słowatycze (biał. Славацічы; ros. Словатичи) – agromiasteczko na Białorusi, w obwodzie grodzieńskim, w rejonie zelwieńskim, w sielsowiecie Dobrosielce.
W dwudziestoleciu międzywojennym miejscowość leżała w Polsce, w województwie białostockim, w powiecie wołkowyskim. Do 29 grudnia 1922 była siedzibą gminy Słowatycze. Po jej zniesieniu 30 grudnia 1922, Słowatycze włączono do gminy Międzyrzecz. 16 października 1933 gminę Międzyrzecz podzielono na 29 gromadę; Słowatycze nie utworzyły odrębnej gromady, lecz zostały włączone do gromady Pawłowicze w gminie Międzyrzecz. Po II wojnie światowej miejscowość weszła w struktury ZSRR.
Znajduje się tu cerkiew św. Grzegorza.